# Anne Winterer
Anne Winterer (21. září 1894, Kostnice – 17. srpna 1938, Berlín) byla německá fotografka známá svou průmyslovou a kulturní prací. Její nově objevené dílo je ve stylu německé nové věcnosti a zaznamenává zejména práci lidí ve své době.

## Život
Winterer se narodila v Kostnici v roce 1894, kde se rozhodla stát fotografkou. Studovala a kvalifikovala se v roce 1915. Ten rok strávila tři měsíce prací ve Furtwangenu, než se přestěhovala do Düsseldorfu. Pracovala ve dvou fotografických studiích, kde pořizovala portréty i fotografie průmyslových předmětů.
V roce 1924 potkala Ernu Wagnerovou. Nejprve studovala řemeslo u Erny Wagner-Hehmke a pak v roce 1925 společně otevřely vlastní studio v Düsseldorfu. Společně za svou práci získaly několik cen. V roce 1926 Anne převzala zlatou medaili na výstavě v Düsseldorfu ve vědecké kategorii. Během 30. let byla její práce uvedena v časopise Atlantis a zaznamenávala průmyslová témata i místní kulturní akce ve stylu nové věcnosti. V roce 1935 jejich partnerství skončilo a Anne se vrátila do svého rodného města. Odtamtud začala cestovat do Rakouska, Portugalska a Švýcarska, které zaznamenala svým fotoaparátem. Její bývalá partnerka mezitím pokračovala v předchozím podnikání. Pak se provdala, ale její firma si zachovala jméno „Hehmke-Wintering“.
Winterer zemřela na rakovinu v Berlíně v roce 1938. Její fotografické dědictví znovu objevil historik Matthias Dudde. Její nově objevené fotografie zaznamenávají zejména práci lidí v té době.

## Galerie

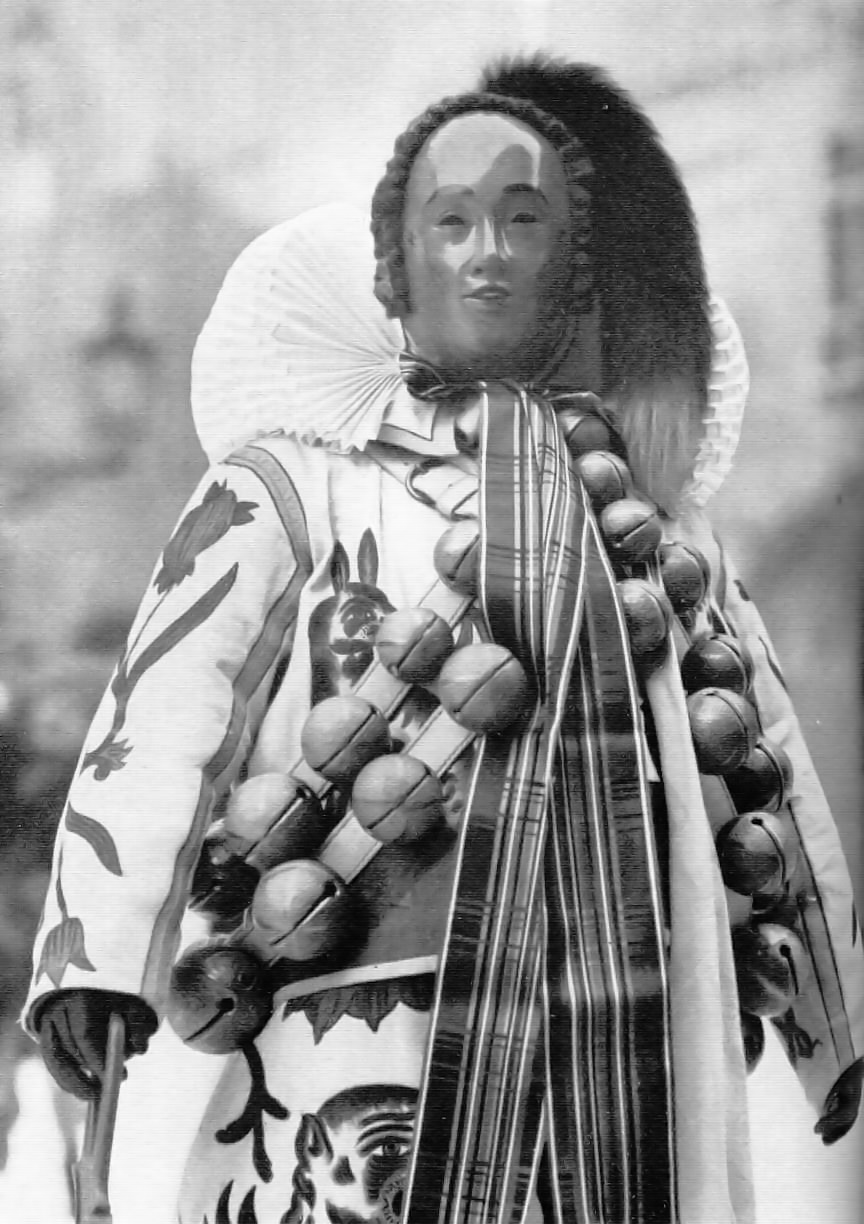
Fastnacht from Black Forest pic, 1932
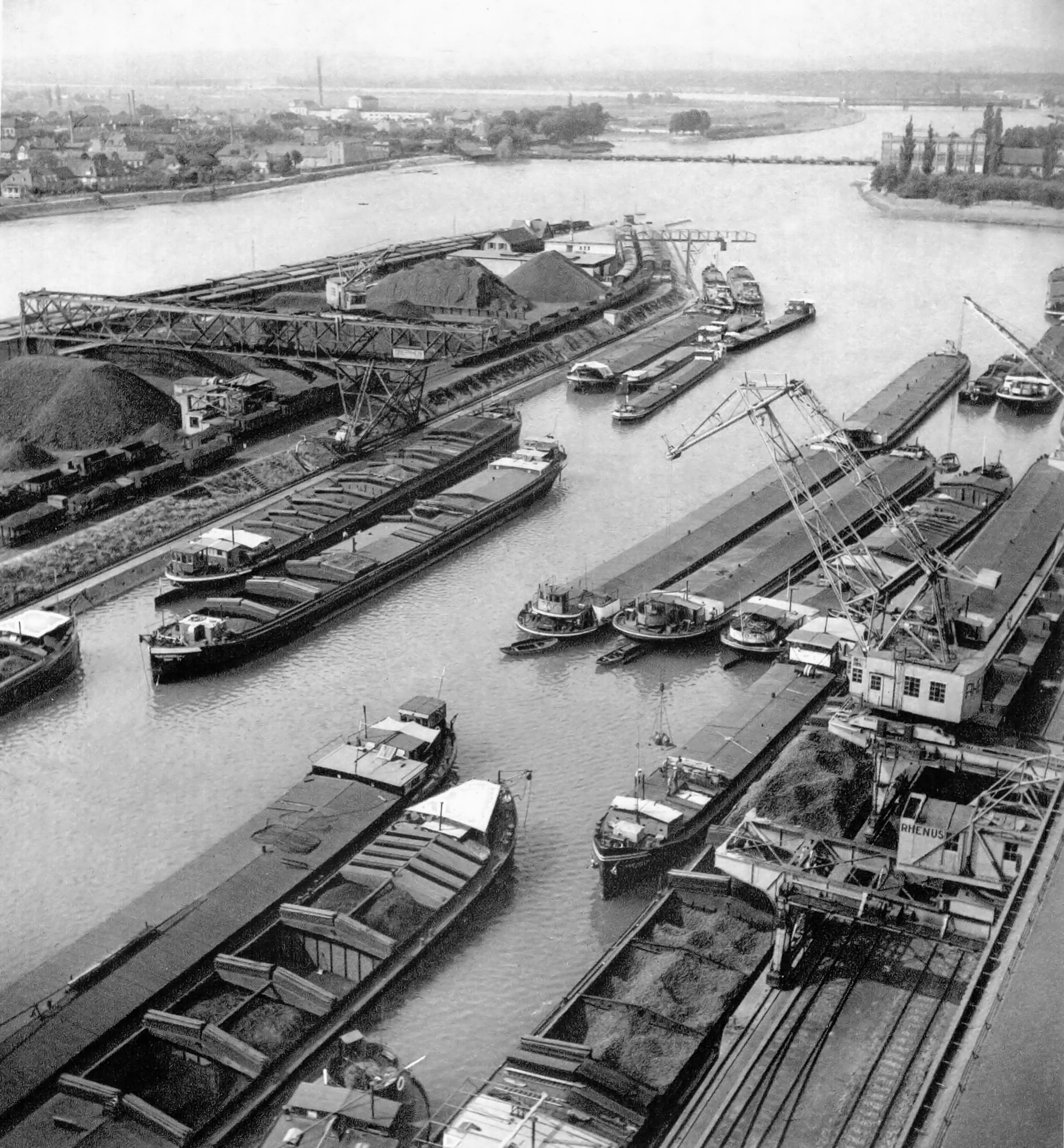
Hafen Basel, 1937
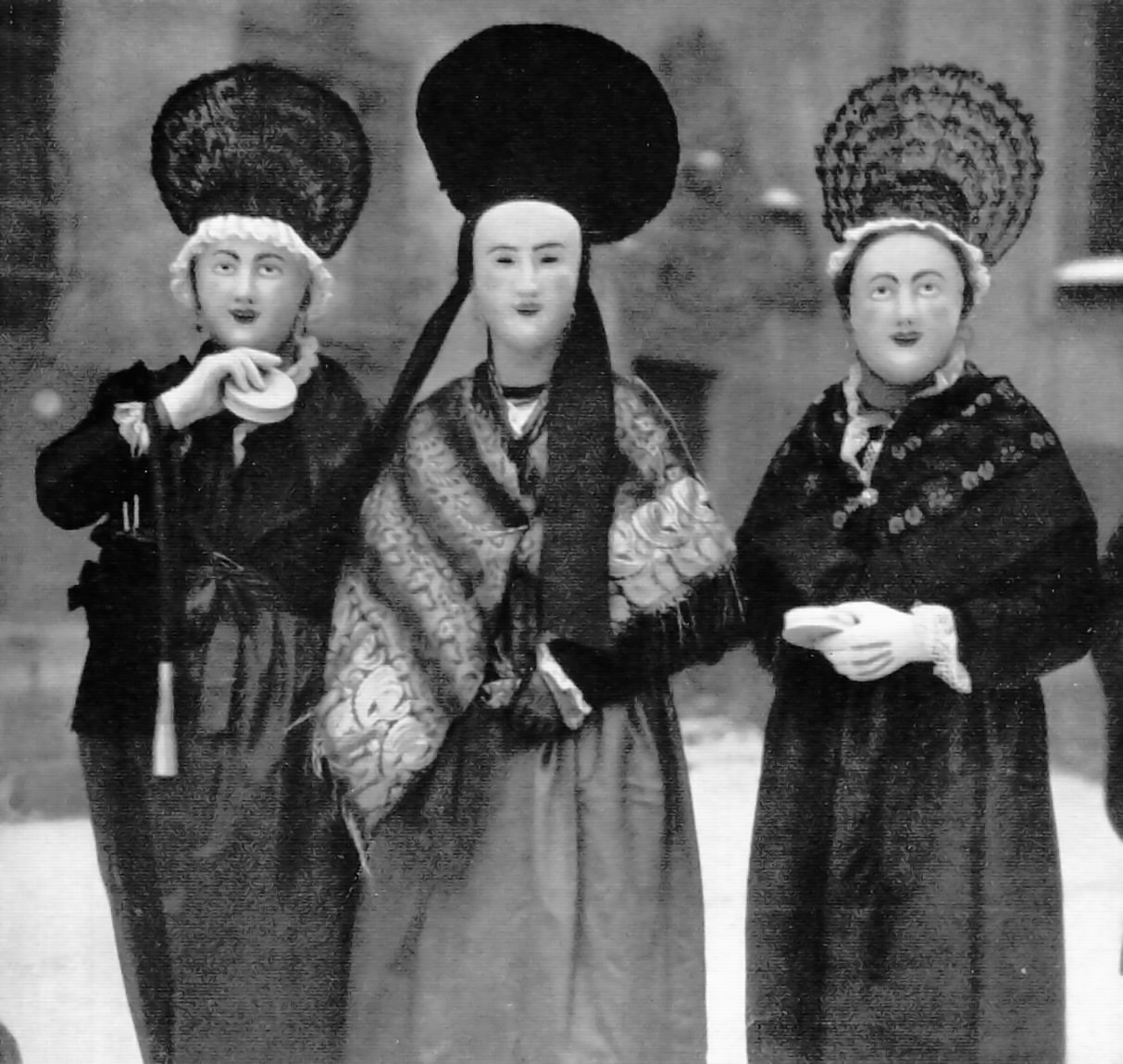
Masky, 1932, from Atlantis mag
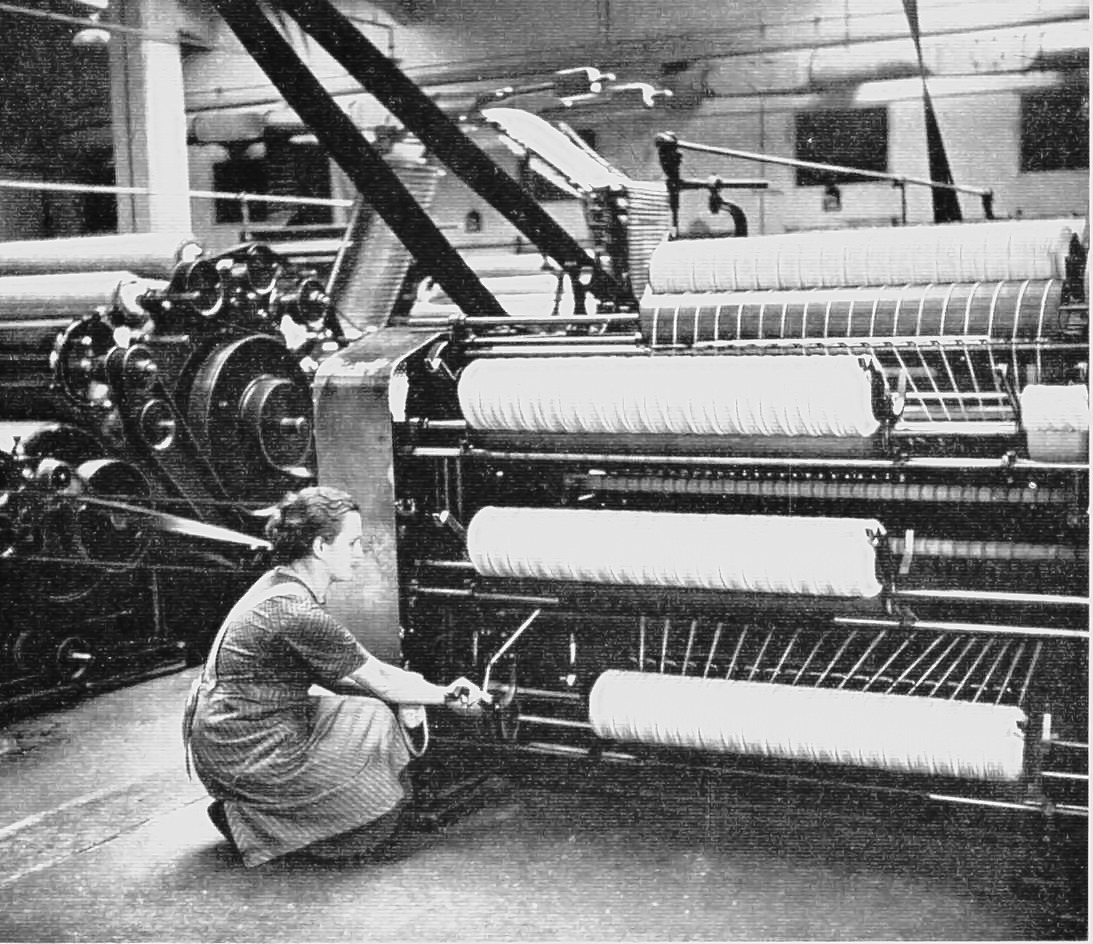
Vorspinnerei, 1935
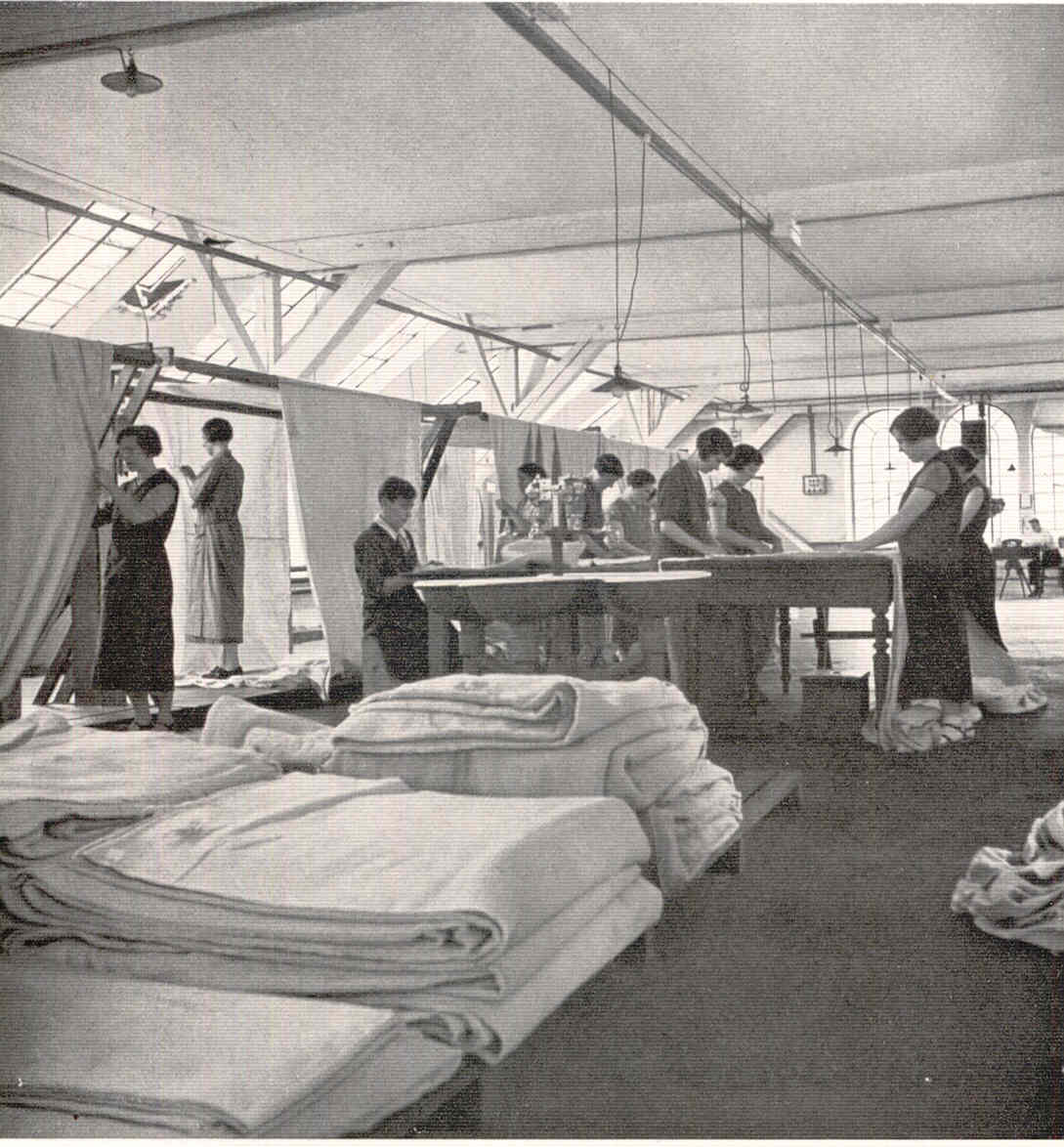
Workroom materials testing, 1935